# Сан-Хосе (палац)

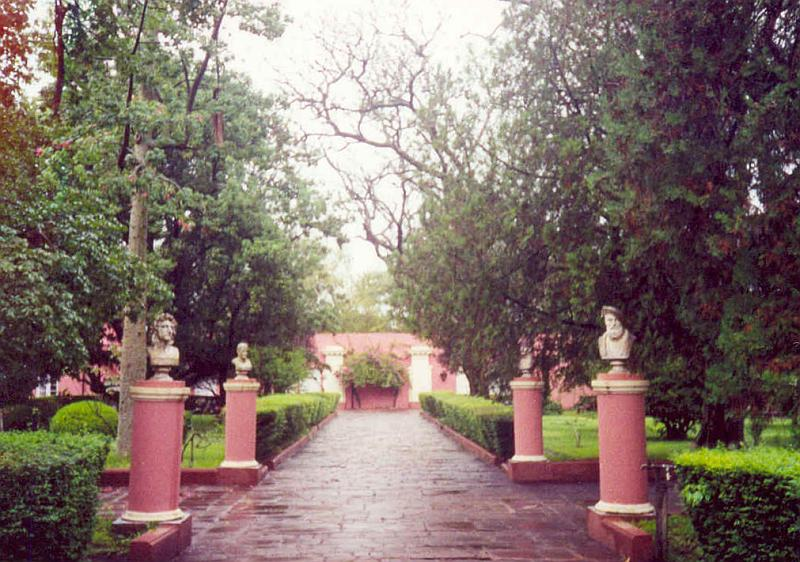
Алея у саду палацу Сан-Хосе зі скульптурами видатних історичних світових лідерів

Палац Сан-Хосе (ісп. Palacio San José) — особиста резиденція колишнього президента Аргентини (1854—1860) Хусто Хосе де Уркіса. Нині палац є національним монументом та музеєм Уркіса.
Палац розташований у сільській місцевості за 23 кілометри від міста Консепсьйон в аргентинській провінції Ентре-Ріос. Палац спроектував архітектор Педро Фоссаті, його було зведено у період між 1848 та 1858 роками.

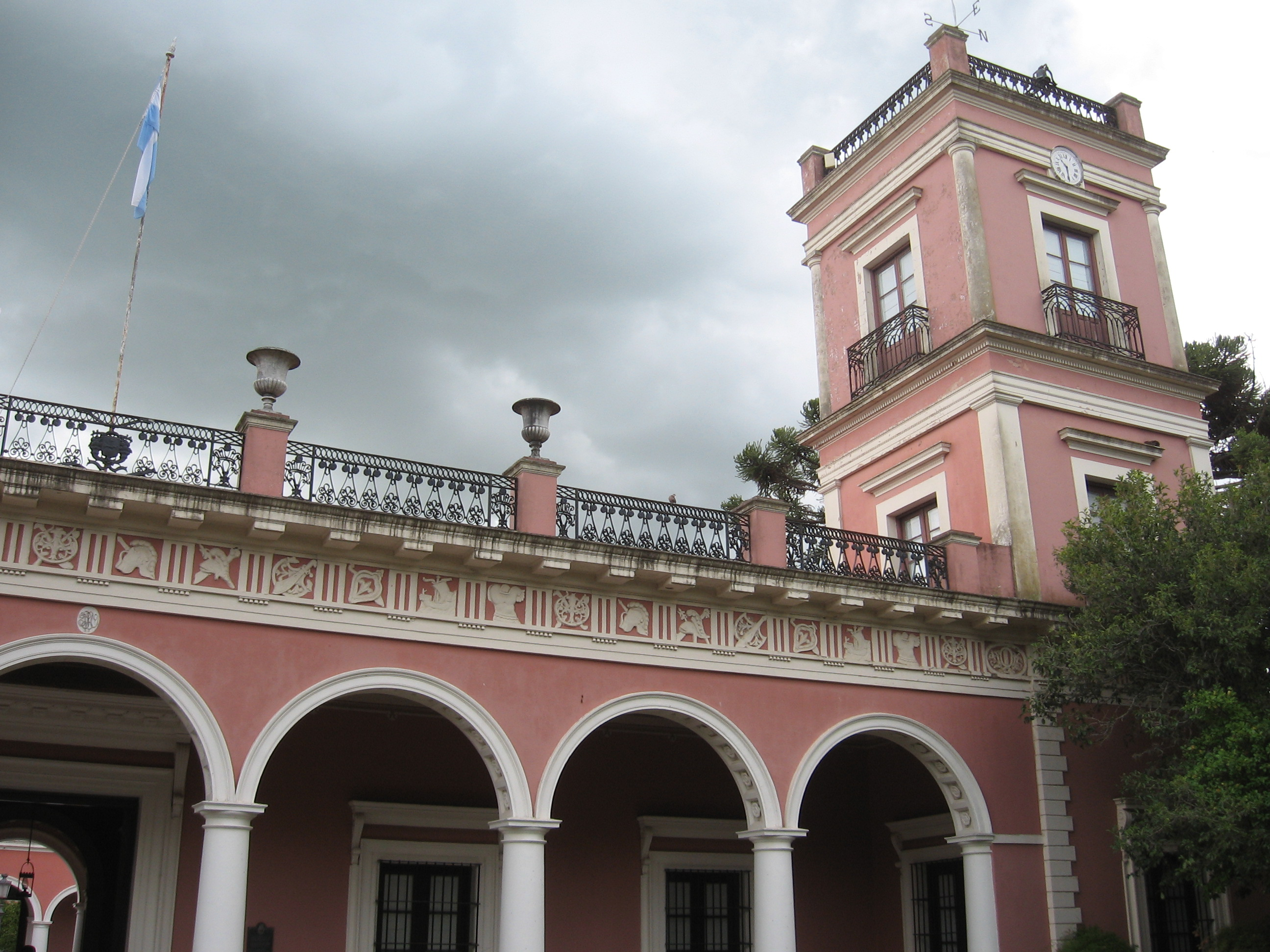
Вид на одну з веж палацу

Палац Сан-Хосе є зразком італійсько-аргентинської архітектури середини XIX століття. Головний поверх палацу містить два ряди кімнат, яких там налічується 38, серед них: архів, бібліотека, ігрова кімната, велика їдальня, кухня, каплиця, а також два оглядових майданчики. Тут можна зустріти такі ознаки розкоші, як італійський мармур, французькі дзеркала та позолочені дахи. В архівах зберігаються важливі історичні документи, антикваріат, картини, що зображують битви, у яких брав участь Уркіса, та навіть декларації суден, що заходили у порт Консепсьйона. Все це непогано збереглось, проте туристам дозволяється тільки фотографувати ззовні усі зазначені приміщення.
Будівля була першою в країні, яка мала повну систему водопостачання. (Буенос-Айрес отримав такі системи тільки у 1870 році). Трубами надходила вода з річки, що знаходиться за два кілометри від палацу.
Палац також слугував резиденцією для проведення міжнародних зустрічей і перемовин: тут підписувались важливі міжнародні угоди, а також приймались впливові закордонні гості й делегації.
Уркіса був убитий у своєму палаці 11 квітня 1870 року прибічниками Рікардо Лопеса Хордана, дисидента-федераліста. Криваві відбитки його рук донині збереглись у кабінеті, де його вбили.
Палац було оголошено національною пам'яткою 30 серпня 1935 року.